# William James Sidis
William James Sidis, född 1 april 1898 i New York, död 17 juli 1944, var ett amerikanskt underbarn med exceptionella matematiska och språkliga färdigheter. Han är känd för sin bok från 1920 The Animate and the Inanimate, där han postulerar tillvaron av mörk materia, entropi och livets ursprung i termodynamikens sammanhang. Sidis växte upp på ett särskilt sätt av sin far, psykolog Boris Sidis, som önskade att hans son skulle bli begåvad. Sidis blev först känd för sin brådmogenhet och senare för sin excentricitet och tillbakadragande från det offentliga livet. Så småningom undvek han matematik helt och hållet och skrev om andra ämnen under ett antal pseudonymer. Han kom in på Harvards Universitet vid 11 års ålder och hävdades som vuxen att ha ett extremt högt IQ och att vara förtrogen i 25 språk och dialekter. Vissa av dessa påståenden har inte verifierats, men många av hans samtida, inklusive Norbert Wiener, Daniel Frost Comstock och William James, stödde påståendet att han var extremt intelligent. Det har senare spekulerats att han hade Aspergers syndrom.

## Biografi

### Föräldrarna och deras uppfostran (1898-1908)
William James Sidis växte upp med judiska emigranter från Ukraina. Hans far, Boris Sidis hade emigrerat 1887 för att undkomma politiska förföljelser. Hans mor, Sarah Sidis och hennes familj hade flytt från pogromerna i slutet av 1880-talet. Sarah deltog i Boston University och tog examen från undervisning av medicin 1897.
William fick sitt namn efter sin gudfar, Boris vän och kollega, den amerikanska filosofen William James. Boris var känd psykiater och publicerade många böcker och artiklar och utförde banbrytande arbete inom psykopatologi. Han var en polyglott och hans son William skulle också bli en i ung ålder.
Sidis föräldrar trodde på att uppfostra en brådmogen och orädd kärlek till kunskap (men deras metoder för föräldraskap kritiserades i media och retrospektivt Epilogue). Han började mata sig själv vid åtta månader med en sked och lärde alfabetet från rutor som hängde i sin spjälsäng. Och när han blev 1 år, kunde han stava en mängd imponerande ordförråd. Sidis kunde läsa The New York Times vid 18 månader. Vid åtta-årsåldern hade han enligt uppgifter lärt sig åtta språk (latin, grekiska, franska, ryska, tyska, hebreiska, turkiska och armeniska) och uppfann ett eget, som han kallade "Vendergood". Och när han blev vuxen kunde han tala 40 olika språk och dialekter.

### Harvard och skollivet (1909-1915)
Trots att universitetet tidigare vägrat att låta hans far skriva in honom vid 9 års ålder eftersom han fortfarande var ett barn, då tog Sidis rekord 1909 genom att bli den yngsta personen som skrevs in sig vid Harvards Universitet. I början av 1910 var Sidis mästaren av svårare matematik blev sådan att han föreläste Harvards Matematiska Klubb på fyrdimensionella begreppen som väckte honom till riksomfattande uppmärksamhet. Det anmärkningsvärda underbarnet, cybernetik pionjären, Norbert Wiener som också deltog i Harvard vid den tiden och visste att Sidis senare uttalade i sin bok Ex-Prodigy: "Samtalet skulle ha gjort en första eller andra års doktorand i alla åldrar. I den experimentella gruppen ingick matematikern Norbert Wiener, Richard Buckminster Fuller, och tonsättaren Roger Sessions. 1910 behärskade Sidis mer avancerad matematik och började föreläsa på Harvard Mathematical Club i 4D. Den 18 juni 1914, vid 16 års ålder, tog han fil kand.
Strax efter examen berättade han för reportrar att han ville leva ett liv i avskildhet, för han hade börjat att avsky matematik. "Blotta åsynen av en matematisk formel gör mig fysiskt sjuk. Allt jag vill är att sköta en räknemaskin men de (pressen) låter mig inte vara ifred" uppgavs han ha sagt i en artikel från 1937 i The New Yorker. Sidis hade då hunnit lära sig tala fyrtio olika språk. Han bodde ensam i ett hyreshus med möblerat rum. Hyresvärden uppgav i artikeln att Sidis led av ett slags kronisk bitterhet. Han dog den 17 juli 1944 av en stroke.

### Lärandet och vidareutbildning (1915-1919)
Efter att en grupp av Harvard-studenter hotade Sidis fysiskt säkrade hans föräldrar honom ett jobb vid William Marsh Rice Institute för främjande av bokstäver, vetenskap och konst (nu Rice University) i Houston, Texas, som assistent för matematikundervisning. Han anlände till Rice i december 1915, 17 år. Han var en doktorand som arbetade mot sin doktorsexamen. 
Sidis undervisade i tre klasser: Euklidisk geometri, icke-euklidisk geometri och nybörjare matematik (han skrev en lärobok för den euklidiska geometri kursen på grekiska). Efter mindre än ett år, frustrerad över institutionen, hans undervisningskrav och hans behandling av studenter äldre än sig själv, lämnade Sidis sin tjänst och återvände till New England. När en vän senare frågade honom varför han hade lämnat, svarade han, "Jag visste aldrig varför de gav mig jobbet i första hand - jag är inte mycket av en lärare. Jag lämnade inte: Jag blev ombedd att gå. " Sidis övergav sin strävan efter en doktorsexamen i matematik och registrerade sig vid Harvard Law School i september 1916, men drog sig tillbaka i gott skick under sitt sista år i mars 1919.

### Politiken och gripandet (1919-1921)
År 1919, strax efter hans paus från juridiken, greps han för att ha deltagit i en socialistisk förstamaj-parad i Boston som uratade. Han dömdes till 18 månaders fängelse. Sidis gripande uppmärksammades i tidningar, eftersom hans tidiga examen från Harvard hade gett honom lokal kändisstatus. Under rättegången uttalade Sidis att han hade varit värnpliktsvägrare, var socialist och inte trodde på Gud som denne traditionellt framställs.
Senare utvecklade han sin egen libertarianska filosofi baserad på individuella rättigheter och "den amerikanska sociala kontinuiteten". Hans föräldrar lyckades utverka tillstånd för honom att bosätta sig i deras sanatorium i New Hampshire i ett år, snarare än att han skulle hållas i fängsligt förvar. De tog honom sedan till Kalifornien, där han tillbringade ytterligare ett år. När han var på sanatoriet började hans föräldrar att "omskola" honom och hotade att överlämna honom till ett mentalsjukhus. 

## IQ
Abraham Sterling, chef för New York Citys Aptitude Testing Institute, gjorde följande uppskattning rörande Sidis IQ:
Sidis IQ kan bara uppskattas ungefärligt trots att han gjorde många IQ-test, eftersom testen helt enkelt inte klarade uppgiften; han var omätbar.
Enligt mina beräkningar hade han lätt en IQ mellan 250 och 300. Jag har aldrig hört talas om någon med en sådan IQ. Jag skulle säga att han var det mest storslagna intellektet av hela vår generation.''